# ایزابلای انگولیم
ایزابلای انگولیم (فرانسوی: Isabelle d'Angoulême‎; ح. 1186/ح. 1188 – ۴ ژوئن ۱۲۴۶) ملکه هم‌نشین اهل فرانسه بود.